# ベルドゥムール ランドマーク秋田
ベルドゥムール ランドマーク秋田（ベルドゥムール ランドマークあきた）は、秋田県秋田市中通一丁目に建つ超高層分譲マンション。高さは95.33mで、秋田県で一番高い建築物である。

## 概要
広小路の西端角地、旭川に面して建つ「ベルドゥムール ランドマーク秋田」は、2001年（平成13年）4月、リベレステが計画・売主として、かつての「協働社ビル」跡地に建設。2002年（平成14年）5月に住友不動産販売をメイン企業として販売開始。2003年（平成15年）7月より入居開始した超高層分譲マンションである。
販売戸数は169戸。地上30階建て、高さは約95m。タワーとしては土崎港の「セリオン」の高さ約143mがあるが、建築物としては秋田県で最も高い。耐震性向上のため、地下51mの岩盤に直径約3mのコンクリート坑が27本打ち込まれている。敷地内の地下を秋田中央道路が弧状に通っているが、当マンション本体の直下は避けられている。
1階には各種サービスを提供するフロント、29階には居住者のみが利用可能な「スカイラウンジ」と「天然温泉眺望風呂」があり、県内にある他の分譲マンションとの差別化を図っている。
建設中および販売開始時には、生島ヒロシが出演したスポットCMが秋田県内で放送された。また、2001年（平成13年）から販売目的のため当マンションのウェブサイトが存在したが、2008年（平成20年）に閉鎖された。
なお、ベルドゥムール ランドマーク秋田（Belle Demeure Landmark AKITA）のDemeureは「住居」「邸宅」を意味するフランス語（女性名詞）で、Belleは「美しい」という意味である。ランドマークは英語。

## 周辺
- みずほ銀行秋田支店
- 秋田中央警察署
- 木内
- 千秋公園

## アクセス

### 徒歩
- JR秋田駅西口より約10分

### 路線バス
- 秋田中央交通バス木内前停留所または二丁目橋停留所下車